# Belgische Gouden Schoen 1980
De verkiezing van de Belgische Gouden Schoen 1980 werd in 1981 gehouden. Jan Ceulemans won de voetbalprijs voor de eerste keer.

## De prijsuitreiking
Jan Ceulemans won met Club Brugge in 1980 de landstitel en had er een sterk EK in Italië opzitten. Ceulemans flirtte met een transfer naar AC Milan en werd vijfde in het referendum van Europees Voetballer van het Jaar. Hij was begin 1981 dan ook de gedoodverfde favoriet voor de Gouden Schoen. Hij won met meer dan 100 punten voorsprong op de herboren Wilfried Van Moer, die eveneens uitmuntend gepresteerd had op het EK.

## Top 3
| Nr. | Land            | Naam               | Club(s)       | Punten |
| --- | --------------- | ------------------ | ------------- | ------ |
| 1.  | Vlag van België | Jan Ceulemans      | Club Brugge   | 439    |
| 2.  | Vlag van België | Wilfried Van Moer  | Beringen FC   | 304    |
| 3.  | Vlag van België | Erwin Vandenbergh  | Lierse SK     | 154    |
| 4.  | Vlag van België | Eric Gerets        | Standard Luik | 153    |
| 5.  | Vlag van België | Michel Preud'homme | Standard Luik |        |

1954 · 
1955 · 
1956 · 
1957 · 
1958 · 
1959 · 
1960 · 
1961 · 
1962 · 
1963 · 
1964 · 
1965 · 
1966 · 
1967 · 
1968 · 
1969 · 
1970 · 
1971 · 
1972 · 
1973 · 
1974 · 
1975 · 
1976 · 
1977 · 
1978 · 
1979 · 
1980 · 
1981 · 
1982 · 
1983 · 
1984 · 
1985 · 
1986 · 
1987 · 
1988 · 
1989 · 
1990 · 
1991 · 
1992 · 
1993 · 
1994 · 
1995 · 
1996 · 
1997 · 
1998 · 
1999 · 
2000 · 
2001 · 
2002 · 
2003 · 
2004 · 
2005 · 
2006 · 
2007 · 
2008 · 
2009 · 
2010 · 
2011 · 
2012 · 
2013 · 
2014 · 
2015 · 
2016 · 
2017 ·
2018 ·
2019 ·
2020 ·
2022 ·
2023 ·
2024